# Nay (Manche)
Nay ist eine französische Gemeinde mit 68 Einwohnern (Stand 1. Januar 2022) im Département Manche in der Region Normandie. Sie gehört zum Kanton Agon-Coutainville und zum Arrondissement Coutances. 
Nachbargemeinden sind Gorges im Norden, Terre-et-Marais im Osten, Saint-Germain-sur-Sèves im Süden und Gonfreville im Westen.

## Bevölkerungsentwicklung
| Jahr      | 1962 | 1968 | 1975 | 1982 | 1990 | 1999 | 2008 | 2018 |
| --------- | ---- | ---- | ---- | ---- | ---- | ---- | ---- | ---- |
| Einwohner | 137  | 116  | 111  | 76   | 78   | 73   | 79   | 69   |

## Sehenswürdigkeiten

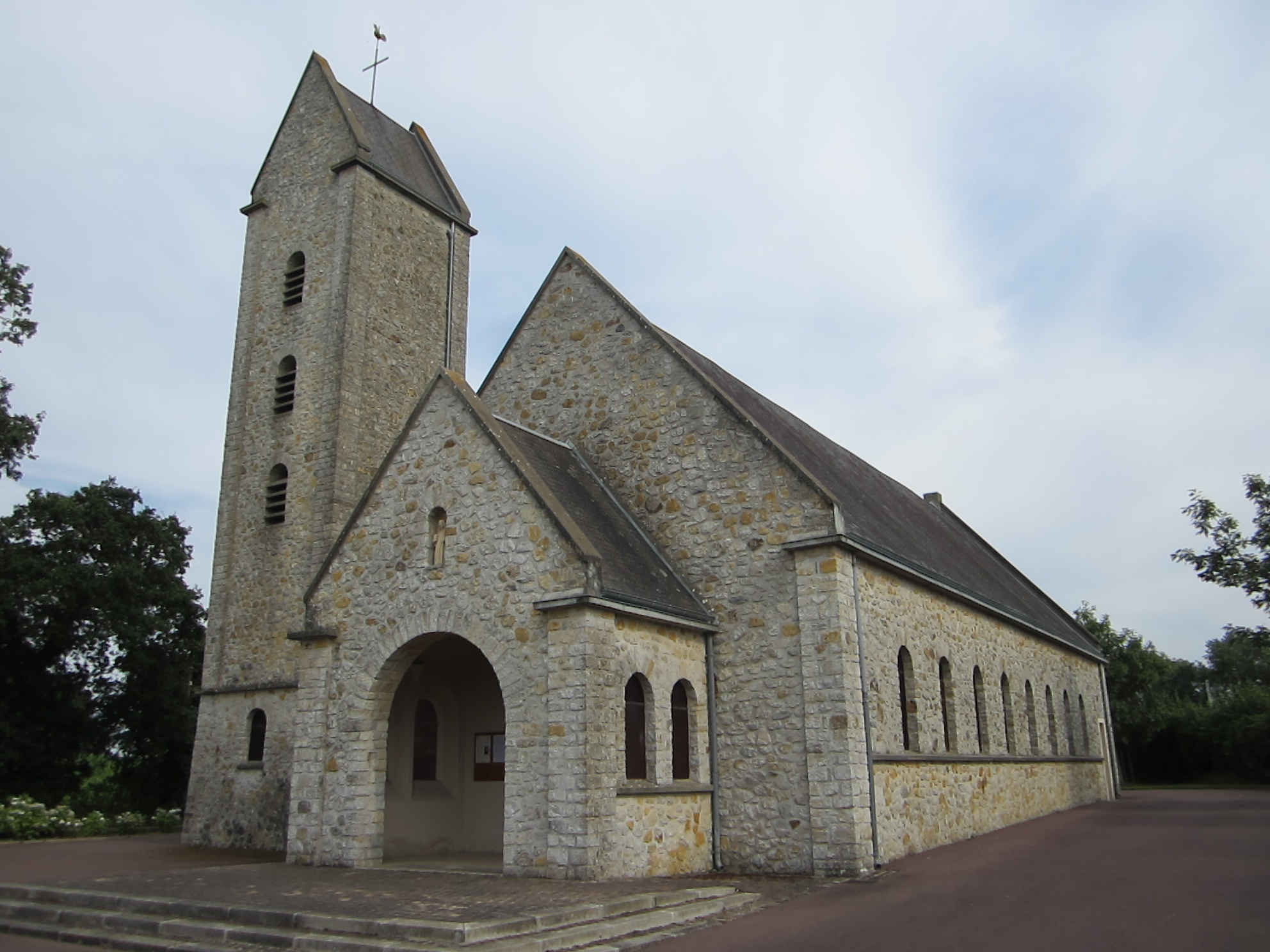
Kirche Saint-Pierre
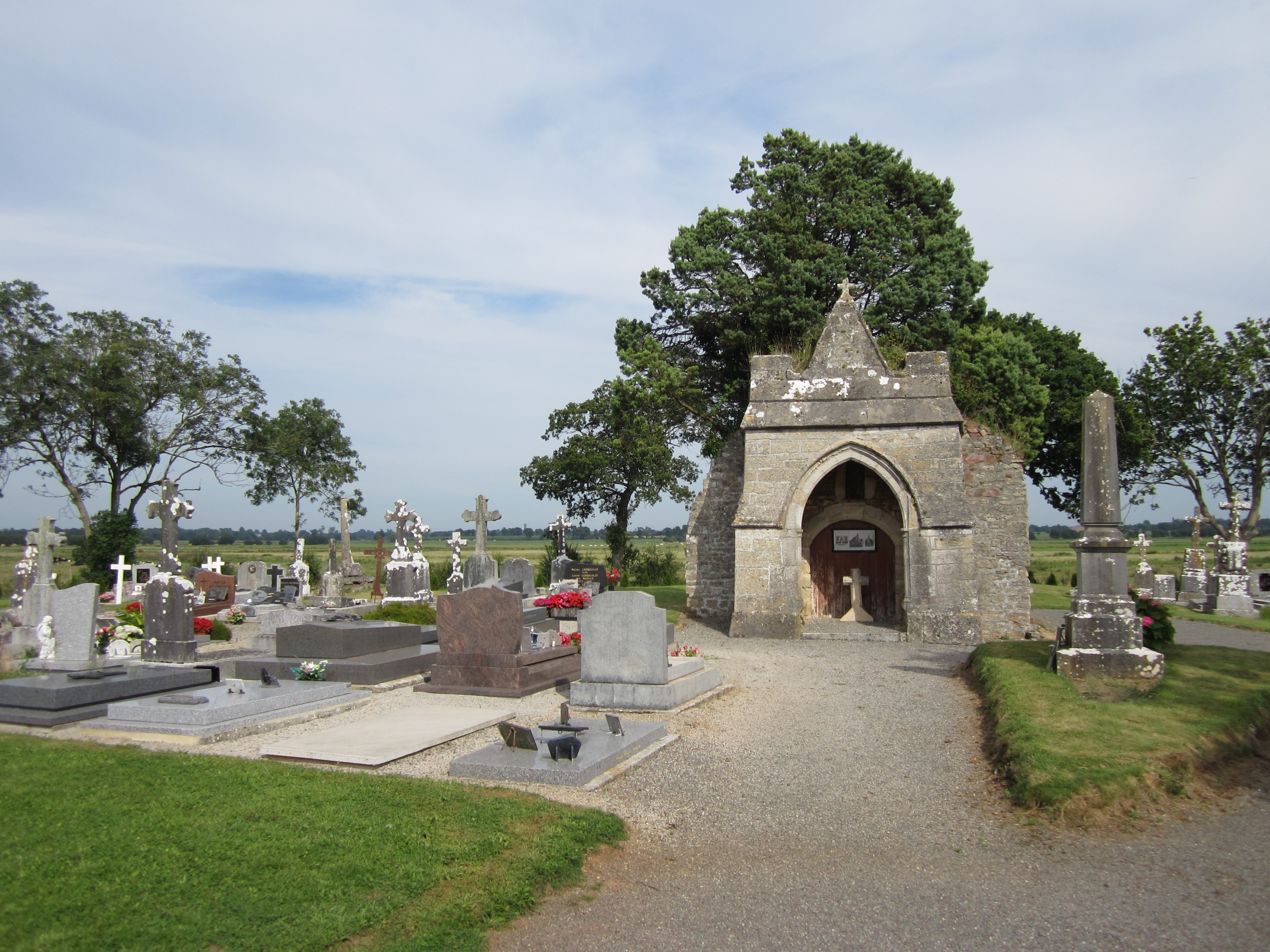
Überreste einer Kirche

- Kirche Saint-Pierre
- Ruinen der ehemaligen Kirche